# A Beast at Bay
A Beast at Bay é um curta-metragem norte-americano de 1912, do gênero drama, dirigido por D. W. Griffith e estrelado por Mary Pickford.